# Rest Stop
Rest Stop è un film statunitense di genere horror del 2006, diretto da John Shiban.

## Trama
Jesse e la sua ragazza, Nicole, decidono di andare in California per realizzare il sogno della ragazza di diventare un'attrice hollywoodiana. Durante il viaggio, i due giovani si fermano per una sosta e Jesse scompare con l'auto. Rimasta sola, Nicole chiede aiuto all'autista di un camper, che la ignora. Trova, inoltre, sui muri del bagno, i messaggi di Tracy, una ragazza che la avvisa di stare attenta allo psicopatico serial killer che l'ha torturata e uccisa: l'autista di un camion giallo che Nicole ha sorpreso a spiarla e che ora l'ha presa di mira.

## Riprese e distribuzione
Il casting per trovare l'attrice che interpretasse Nicole fu difficile. Due giorni prima dell'inizio delle riprese, l'attrice scelta rinunciò al ruolo e fu quindi proposta Jaimie Alexander come sua sostituta. Le riprese furono completate in 15 giorni, mentre il sedicesimo furono girati i contenuti speciali per il DVD. Le riprese esterne del capanno dove Jesse e Nicole sostano furono realizzate a un rifugio di ranger abbandonato a Placerita Canyon, venti chilometri circa a nord di Los Angeles, mentre quelle interne in un set appositamente allestito. Per le scene di sesso furono utilizzate delle controfigure. Il budget complessivo fu di 500.000 dollari.
Il film fu distribuito direct-to-video il 17 ottobre 2006 da Raw Feed, di proprietà della Warner Bros., con rating R (vietato ai minori di 17 anni). Successivamente, fu realizzata una versione senza rating.

## Sequel
Due anni dopo l'uscita di Rest Stop, il 29 settembre 2008 viene prodotto il suo seguito, Rest Stop: Don't Look Back. Il film presenta un cast completamente diverso, tranne Joey Mendicino; cambia anche il regista, ma John Shiban ne scrive la sceneggiatura. Nicole, questa volta, è interpretata da Julie Mond.